# Purple (스톤 템플 파일럿츠의 음반)
| 전문가 평가                   | 전문가 평가 |
| 평가 점수                     | 평가 점수   |
| 출처                          | 점수        |
| ----------------------------- | ----------- |
| AllMusic                      | [ 3 ]       |
| Chicago Tribune               | [ 4 ]       |
| Christgau's Consumer Guide    | [ 5 ]       |
| Encyclopedia of Popular Music | [ 6 ]       |
| Entertainment Weekly          | B−          |
| Rolling Stone                 | [ 8 ]       |
| The Rolling Stone Album Guide | [ 9 ]       |
| Select                        | [ 10 ]      |

《Purple》(커버 아트에 한자 紫으로 스타일화됨)은 1994년 6월 7일, 애틀랜틱 레코드가 발매한 미국의 록 밴드 스톤 템플 파일럿츠의 두 번째 스튜디오 음반이다. 밴드의 데뷔 음반 《Core》가 세운 기반을 바탕으로 한 이 음반은 밴드에게 큰 성공을 거두었고, 첫 주에 252,000장이 팔렸고, 빌보드 200 차트에서 1위로 데뷔하여 3주 동안 머물렀고, 결국 6백만 장 이상이 팔렸다. 이 곡은 다수의 성공적인 싱글 〈Vasoline〉과 〈Interstate Love Song〉을 발매했고, 둘 다 메인스트림 록 트랙 차트 1위와 모던 록 트랙 차트 2위를 차지했으며, 〈Big Empty〉는 두 차트 모두에서 10위권 안에 들었다. 덜 알려진 음반 컷 〈Pretty Penny〉와 〈Unglued〉는 홍보 라디오 싱글로 발매되었다.

## 배경
1994년 봄, 스톤 템플 파일럿츠는 다음 음반 작업을 위해 스튜디오로 돌아왔고 한 달도 안 되어 그것을 완성했다. 이 음반의 첫 번째 싱글인 〈Big Empty〉는 1993년 스톤 템플 파일럿츠의 《MTV 언플러그드》 어쿠스틱 공연에서 데뷔했다. 이 곡은 이후 1994년 브랜든 리의 영화 《크로우》의 사운드트랙에 등장했고, 이 음반은 빌보드 200 차트에서 1위에 올랐다. 몇 주 후, 《Purple》은 또한 이 밴드의 첫 번째 음반인 차트 정상에 올랐다.
"She said she'd be my woman, she said she'd be my man(그녀는 내 여자가 될 거라고 했어, 그녀는 내 남자가 될 거라고 했어)"라는 가사는 《Mighty Joe Young Demo》의 〈Spanish Flies〉라는 노래에도 등장한다. 버트홀 서퍼스의 폴 리어리는 이 곡에서 엔딩 기타를 솔로로 연주한 것으로 인정받고 있다.

## 커버 아트
음반의 커버는 아이가 기린을 타고 있는 애니메이션 사진을 특징으로 하며, 아이와 생물 위의 요정 5명을 동반하여 흐린 배경에서 진행되었다. 음반 제목은 커버에 한자 zǐ(紫)로 쓰여 있고 포장에는 다른 곳이 없다(영국과 유럽 한정판 바이닐 발매 제외). 초기 프레스는 CD 보석 케이스 커버 자체에 인쇄된 한자와 밴드 이름을 특징으로 했다.
뒷면 커버에는 트랙 목록이 나타나지 않으며, 대신 "12 Gracious Melodies(12개의 은혜로운 멜로디)"라는 문구가 있는 케이크 이미지가 표시되었다. 비슷한 주제가 밴드의 다음 스튜디오 음반인 《Tiny Music... Songs from the Vatican Gift Shop》에 사용되었다.
《Purple》 카세트 버전의 커버에는 아이가 손에 한자를 들고 있는데 구석에 없다. 《Purple》 CD에는 실제 디스크를 두 번 눌렀다. 한 버전은 뒷면에 있는 케이크의 서리꽃을 클로즈업한 것이고 다른 버전은 용 비늘을 가지고 있다.

## 곡 목록
모든 곡들은 특별한 언급이 없는 한 스콧 와일랜드와 로버트 디레오에 의해 작사/작곡하였다.
| #   | 제목                                       | 작사·작곡                                   | 재생 시간 |
| --- | ------------------------------------------ | ------------------------------------------- | --------- |
| 1.  | 〈Meatplow〉                               | 와일랜드, R. 디레오, 딘 디레오              | 3:37      |
| 2.  | 〈Vasoline〉                               | R. 디레오, D. 디레오, 와일랜드, 에릭 크레츠 | 2:56      |
| 3.  | 〈Lounge Fly〉                             |                                             | 5:18      |
| 4.  | 〈Interstate Love Song〉                   |                                             | 3:14      |
| 5.  | 〈Still Remains〉                          | 와일랜드, R. 디레오, D. 디레오              | 3:33      |
| 6.  | 〈Pretty Penny〉                           | 와일랜드, D. 디레오                         | 3:42      |
| 7.  | 〈Silvergun Superman〉                     | 와일랜드, R. 디레오, D. 디레오              | 5:16      |
| 8.  | 〈Big Empty〉                              | 와일랜드, D. 디레오                         | 4:54      |
| 9.  | 〈Unglued〉                                |                                             | 2:34      |
| 10. | 〈Army Ants〉                              | 와일랜드, D. 디레오                         | 3:46      |
| 11. | 〈Kitchenware & Candybars / Second Album〉 |                                             | 8:06      |

## 인증
| 국가                       | 인증        | 판매량/출하량 |
| -------------------------- | ----------- | ------------- |
| 오스트레일리아 (ARIA)      | 2× 플래티넘 | 140,000^      |
| 캐나다 (뮤직 캐나다)       | 3× 플래티넘 | 300,000^      |
| 뉴질랜드 (RMNZ)            | 플래티넘    | 15,000^       |
| 영국 (BPI)                 | 실버        | 60,000^       |
| 미국 (RIAA)                | 6× 플래티넘 | 6,000,000^    |
| ^출하량을 기반으로 한 인증 |             |               |